# 中国蛤蜊
中国蛤蜊，又名中華馬珂蛤，俗称黄蜆子，是帘蛤目马珂蛤科马珂蛤属的一种。主要分布于越南、韩国、中国大陆、台湾，常栖息在浅海沙底。